# Ferrières-le-Lac
 Ferrières-le-Lac  es una población y comuna francesa, en la región de Franco Condado, departamento de Doubs, en el distrito de Montbéliard y cantón de Maîche.

## Demografía
| 97 | 82 | 77 | 52 | 73 | 86 |
| Para los censos de 1962 a 1999 la población legal corresponde a la población sin duplicidades (Fuente: INSEE [Consultar]) |    |    |    |    |    |